# Scotch Greens
Scotch Greens är en amerikansk rockgrupp, bildad 1998 i Ketchum, Idaho av Zander Cox (gitarr, sång) och Wes Walsworth (gitarr). Efter ha flyttats till San Diego utökades bandet med C.J. Cnossen (basgitarr), Luke Kristensen (trummor) och Dustin Welch (banjo, mandolin, resonatorgitarr).
Bandets första album ¡Draw! gavs ut 2000 och följdes 2002 av livealbumet O.C. 6.16.02. Deras andra studioalbum Professional gavs ut 2006 på DRT-etiketten Brass Tacks. Det producerades av Ted Hutt, som tidigare bland annat arbetat med Flogging Molly.

## Diskografi
Album
- 2000 – ¡Draw!
- 2002 – O.C.6.12.02
- 2006 – Professional

EP
- 2003 – Scotch Greens / Irish Brothers (delad EP)